# Dörte Thümmler

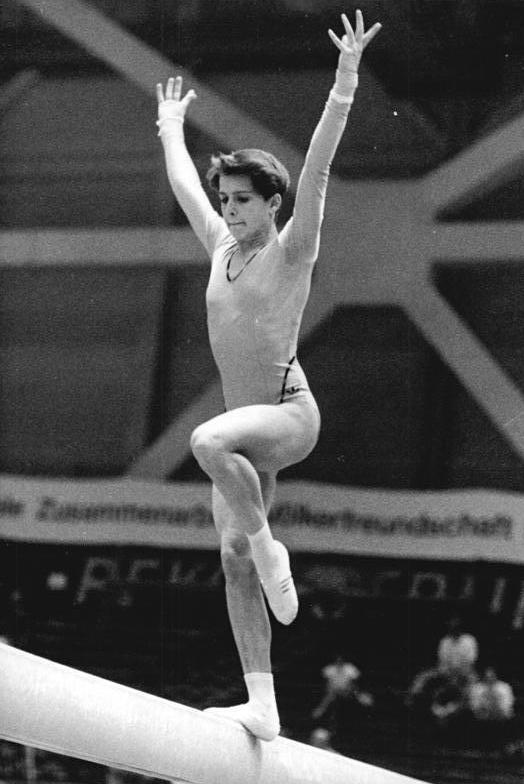
Dörte Thümmler wird DDR-Meisterin 1988 am Schwebebalken

Dörte Thümmler (* 29. Oktober 1971 in Ost-Berlin, nach Heirat Dörte Thümmler-Pawlak) ist eine ehemalige deutsche Gerätturnerin. Ihr Heimatverein war der SC Dynamo Berlin.

## Sportlicher Werdegang
Dörte Thümmler war 1985 dreifache Siegerin bei der Spartakiade. 1987 belegte sie bei der Europameisterschaft den dritten Platz am Stufenbarren hinter der Rumänin Daniela Silivaș und der Bulgarin Diana Dudewa. Bei den Weltmeisterschaften 1987 in Rotterdam gewann sie mit der Mannschaft der Deutschen Demokratischen Republik (DDR) Bronze und belegte den sechsten Platz im Mehrkampf. Am Stufenbarren gewann sie den Titel gemeinsam mit Daniela Silivaș und war damit nach Karin Janz, Annelore Zinke, Maxi Gnauck und Gabriele Fähnrich die fünfte Weltmeisterin am Stufenbarren aus der DDR.
Bei den Olympischen Spielen 1988 belegte Dörte Thümmler mit der DDR-Mannschaft den dritten Platz und erreichte den siebten Platz in der Einzelwertung des Mehrkampfs. Sie qualifizierte sich für zwei Gerätefinals: Im Bodenturnen belegte sie den achten Platz, am Stufenbarren verpasste sie als Vierte eine Einzelmedaille. Im selben Jahr wurde sie mit dem Vaterländischen Verdienstorden in Bronze ausgezeichnet.
Bei DDR-Meisterschaften errang sie insgesamt drei Meistertitel: 1987 siegte sie am Stufenbarren, 1988 war sie am Boden und am Schwebebalken erfolgreich.
Danach war sie körperlich nicht länger in der Lage zu turnen.
Nach der Wende und friedlichen Revolution in der DDR
wurde durch Ermittlungen der Zentralen Ermittlungsstelle für Regierungs- und Vereinigungskriminalität bekannt, dass Dörthe Thümmler seit ihrem elften Lebensjahr zusammen mit anderen Vereinsmitgliedern ohne ihr Wissen jahrelang im Rahmen des Staatsplanthema 14.25 der DDR gedopt worden war.
Daraus geht hervor, dass ihr Stoffe wie Dehydrochlormethyltestosteron, Testosteron, Wachstumshemmer und hoch dosierte Analgetika sowie "nicht enderforschte Psychopharmaka" verabreicht worden waren. Außerdem wurde bekannt, dass ihre Mutter Karin und ihr Stiefvater beteiligt waren.
Resultierend aus den Spätfolgen des Dopings erkrankte Thümmler an Myalgischer Enzephalomyelitis/Chronischem Fatigue-Syndrom.
Dörthe Thümmler wurde mit vierzig Jahren zur Frührentnerin. 2018 trat sie erstmals mit ihrer Geschichte an die Öffentlichkeit.